# 会津雄生
会津 雄生（あいづ ゆうき、1996年8月1日 - ）は、東京都世田谷区出身のプロサッカー選手。ポジションは、ディフェンダー（DF）。

## 来歴

### クラブ
千歳小学校の1年次に成城チャンプSCでサッカーを始めた。MIP FCを経て、小学校5年の終わりから高校卒業時まで柏レイソルのアカデミーに所属した。当時、練習中のスクイズの中身がプロテインなのではという噂が流れるほど小学生ながら身体が筋肉質であった。。柏U-18所属時の2014年5月には、トップチームに2種登録された。高校卒業後のトップチーム昇格は果たせず、筑波大学へ進学。1年次からレギュラーとして活躍し、2年次にチーム事情もあり、サイドハーフからサイドバックに転向した。
2019年より、FC岐阜へ加入。年代別日本代表時代にも交流があった大木武監督のサッカーに魅了されたことで加入を決断した。2月24日、開幕戦のモンテディオ山形戦で73分から途中出場しプロデビューを飾った。2021年1月5日、契約満了による退団が発表された。
2021年3月23日、ディヴィション1のFCリンシェーピング・シティへ完全移籍する事が発表された。
2022年2月28日、OFKピリン・ブラゴエヴグラトに加入した。

### 代表
2011年から各年代別の日本代表に選出され、海外遠征を経験。高校2年次の2013年、FIFA U-17ワールドカップに出場するU-17日本代表のメンバー入りを果たし、全4試合に出場してチームの16強入りに貢献した。

## 所属クラブ
ユース経歴
- 成城チャンプSC
- MIP FC
- 柏レイソルU-12
- 柏レイソルU-15
- 柏レイソルU-18（柏日体高等学校[12]）
  - 2014年5月 - 同年12月  柏レイソル（2種登録選手）
- 筑波大学

プロ経歴
- 2019年 - 2020年  FC岐阜
- 2021年 - 2022年  FCリンシェーピング・シティ
- 2022年  OFKピリン
- 2023年  華城FC
- 2024年 -  オークランド・ユナイテッドFC

## 個人成績
| 国内大会個人成績 | 国内大会個人成績 | 国内大会個人成績 | 国内大会個人成績 | 国内大会個人成績 | 国内大会個人成績 | 国内大会個人成績 | 国内大会個人成績 | 国内大会個人成績 | 国内大会個人成績 | 国内大会個人成績 | 国内大会個人成績 |
| 年度             | クラブ           | 背番号           | リーグ           | リーグ戦         | リーグ戦         | リーグ杯         | リーグ杯         | オープン杯       | オープン杯       | 期間通算         | 期間通算         |
| 年度             | クラブ           | 背番号           | リーグ           | 出場             | 得点             | 出場             | 得点             | 出場             | 得点             | 出場             | 得点             |
| 日本             | 日本             | 日本             | 日本             | リーグ戦         | リーグ戦         | リーグ杯         | リーグ杯         | 天皇杯           | 天皇杯           | 期間通算         | 期間通算         |
| ---------------- | ---------------- | ---------------- | ---------------- | ---------------- | ---------------- | ---------------- | ---------------- | ---------------- | ---------------- | ---------------- | ---------------- |
| 2012             | 柏U-18           | 28               | -                | -                | -                | -                | -                | 0                | 0                | 0                | 0                |
| 2016             | 筑波大           | 14               | -                | -                | -                | -                | -                | 1                | 0                | 1                | 0                |
| 2017             | 筑波大           | 14               | -                | -                | -                | -                | -                | 4                | 0                | 4                | 0                |
| 2019             | 岐阜             | 15               | J2               | 13               | 0                | -                | -                | 0                | 0                | 13               | 0                |
| 2020             | 岐阜             | 14               | J3               | 2                | 0                | -                | -                | -                | -                | 2                | 0                |
| 通算             | 日本             | 日本             | J2               | 13               | 0                | -                | -                | 0                | 0                | 13               | 0                |
| 通算             | 日本             | 日本             | J3               | 2                | 0                | -                | -                | -                | -                | 2                | 0                |
| 通算             | 日本             | 日本             | 他               | -                | -                | -                | -                | 5                | 0                | 5                | 0                |
| 総通算           | 総通算           | 総通算           | 総通算           | 15               | 0                | 0                | 0                | 5                | 0                | 20               | 0                |

- 2014年は2種登録選手

## 代表
- 2011年 U-15日本代表
- 2012年 U-16日本代表
  - 2012年 AFC U-16選手権（準優勝）
- 2013年 U-17日本代表
  - 2013年 FIFA U-17ワールドカップ（ベスト16）
- 2014年 U-18日本代表
- 2017年 関東大学選抜
- 2018年 関東大学選抜